# 弗里德里希·冯·霍策
约翰·康拉德·弗里德里希·冯·霍策男爵（德語：Freiherr Johann Konrad Friedrich von Hotze；1739年4月20日-1799年9月25日），是法国大革命战争战争期间奥地利军队中的瑞士籍将领。他分别于第一次反法同盟战争时在莱茵兰和第二次反法同盟战争期间在瑞士带领军队对抗法军，最著名的战役是1799年5月下旬的温特图尔战役和1799年6月上旬的第一次苏黎世战役。他在第二次苏黎世战役和林斯河戰役中阵亡。
霍策于1739年4月20日在瑞士联邦苏黎世州的里希特斯维尔出生。他毕业于苏黎世的卡莱罗纳学院，并在图宾根大学继续深造。1758年他加入了符腾堡公爵的军队，并升任骑兵上尉；接着他参加了七年战争，但没有直接参战。后来，他在俄罗斯与土耳其的战争中服役于俄罗斯军队（1768-74年）。
他对约瑟夫二世的支持使他获得了奥地利帝国军队的青睐，并在短暂的巴伐利亚王位继承战争 (1778–79) 中在奥军服役。作为一名勤奋而富有创造力的指挥官，他在部队中迅速崛起。他参与了第一次反法同盟的维尔茨堡战役，他出色的军事才能使他获得了玛丽亚·特蕾莎的骑士十字勋章，并于1798年获得了指挥官十字勋章。1799年的第一次苏黎世战役中，霍策成为了奥地利中央防线的总指挥官。他于9月25日在圣加仑州的谢尼斯附近被法军步枪兵击毙。

## 童年和早年生活
弗里德里希·霍策 (Friedrich Hotze) 是约翰内斯·霍策 (Johannes Hotze) 和妻子尤迪塔·格斯纳 (Juditha Gessner) 的次子。约翰内斯·霍策 (Johannes Hotze) 是来自黑森州军队的医生和外科医生。霍策家族一个古老的瑞士家庭，他还是是教育家和教育改革家海因里希·裴斯泰洛齐的堂兄。年轻时，霍策就读于著名的卡莱罗纳学院。 毕业后他前往图宾根大学深造。1758年10月，霍策参与了符腾堡公爵的部队，在一个轻骑兵团中担任军官学员（少尉）。1759年，他被提升为中尉，并于1761年提升为骑兵上尉。在符腾堡公国维持常备军的财务存在问题时，他离开了符腾堡，并在普鲁士部队任职，直到七年战争结束。在普鲁士服役后，他曾回到瑞士短暂休假。 
1768年5月，霍策在俄罗斯军队效忠俄罗斯沙皇凯瑟琳二世，但只是作为一个龙骑兵团的中尉。在此期间他参加了俄罗斯与奥斯曼帝国的几场战斗，他的能力在多瑙河下游的久尔久战役中引起了陆军元帅亚历山大·苏沃洛夫的重视。苏瓦罗夫称赞他的勇敢，并提拔他为少校。 

## 哈布斯堡部队
俄罗斯与奥斯曼帝国之间的战争以1775年7月21日签署的库丘克凯纳尔卡条约而告一段落。1776年，霍策回到自己在苏黎世附近的家中。在回程中，他在维也纳停留，并向皇帝约瑟夫二世毛遂自荐，并寻求在奥地利帝国军队中担任少校。1777年，当约瑟夫前往巴塞尔附近的于南格时，霍策再次试图加入，这一次他终于在哈布斯堡军中获得了少校的职位。在巴伐利亚王位继承战争 (1778–79) 期间，他在战场上指挥一个骑兵团。1784年，他被提升为中校。
霍策在军事准备和组织方面的经验使他认识到枪兵作为奥军主力的重要性，于是他开始了一项组织和培训计划。约瑟夫二世随即任命他为新组建兵团的指挥官，拥有上校军衔。1787年，他暂时返回俄罗斯，这一次在叶卡捷琳娜大帝的军队中也组建了类似的部队。奥斯曼帝国与奥地利的边境战争爆发后，他回到奥地利，指挥自己的部队。 

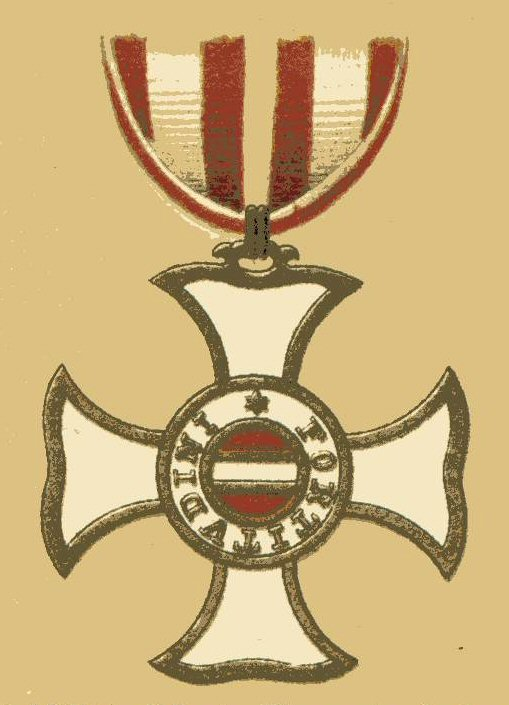
玛丽亚特蕾莎勋章的勋章。霍策因其在维尔茨堡战役中的出色表现而获得该勋章。

## 法国大革命战争
最初，欧洲的统治者将法国的革命视为法国国王与其臣民之间的事件，而不是他们应该干涉的事情。1790年，利奥波德接替他的兄弟约瑟夫成为皇帝，到1791年，他对他姐姐玛丽·安托瓦内特(Marie Antoinette) 和她的孩子们的人身安全表示担忧。1791年8月，他与法国流亡贵族和普鲁士的腓特烈威廉二世协商，发表了皮尔尼茨宣言，宣布欧洲君主的利益与路易及其家族的利益是一体的。他们威胁说，如果法国王室发生任何不测，后果将会相当严重。 
随着国际关系逐渐复杂，法国革命党人的处境变得越来越危险，再加上法国移民一直在国外试图推翻新组建的共和国。其中最主要的领导人是孔代亲王、他的儿子波旁公爵和他的孙子德恩吉恩公爵。他们一直寻求欧洲王室对法国的军事干预，并组建了一支自己的军队。1792年4月20日，法国国民公会向奥地利宣战。在第一次反法同盟（1792-1798 年）中，法国与大多数与她共享陆地或水域边界的欧洲国家以及葡萄牙和奥斯曼帝国展开对抗。 

### 第一次反法同盟
1793年初，霍策和他的团被分配到上莱茵军，隶属于达戈伯特·西格蒙德·冯·伍尔姆瑟将军，当时霍策被提升为少将。作为第三纵队的指挥官，他在对法军的威森堡和劳特堡防线的突袭中发挥了重要作用，为此他被授予了玛丽亚·特蕾莎军事勋章的骑士十字勋章。次年，即1794年，他被分配到莱茵河左岸的冯·霍恩洛厄-基希贝格亲王的陆军军团，后来从5月至9月在艾利根施泰因、施魏根海姆、韦斯特海姆和兰道附近对抗由路易·德赛将军指挥的法国军队。 
在每一次作战任务中，霍策都证明了自己是一位自信而勇敢的将军。作为表彰，他被提升为少帅（Feldmarschall-leutnant） ，对于一个非贵族家庭出生的人来说，这是一个非常难得的军衔。他也被皇帝弗朗西斯二世提升为男爵(Freiherr) 的等级。在1795年的战役中，他再次在伍尔姆瑟将军的部队中服役；他的部队保护了曼海姆附近莱茵兰的阵地，后来参加了埃迪霍芬和凯泽斯劳滕的交战。 
在内雷斯海姆战役（1796年8月11日）中，霍策指挥了13个步兵营和28个骑兵中队，共计13,300人，形成了以查尔斯大公的防线为中心的防御阵地。尽管霍策的部队成功地将法国人赶出了几个村庄，但其部队的战斗力不足以扩大已有的优势。在内雷斯海姆战役之后，他的部队参加了9月3日的维尔茨堡战役。在这些战役中，霍策出色的组织及其拥有的战场主动权导致了法军的溃败。由于他在这次战役中的表现，他于1797年4月29日获得晋升，并获得了玛丽亚·特蕾莎勋章的指挥官十字勋章。 

### 和平与拉施塔特大会
反法联军——奥地利、俄罗斯、普鲁士、英国、撒丁岛等——在凡尔登、凯泽斯劳滕、尼尔温登、美因茨、安贝格和维尔茨堡取得了多次胜利。虽然在北部取得了更大的成功，但在意大利，联盟的战果却更为有限。尽管最有经验的奥地利将军达戈伯特·伍尔姆瑟在场，但奥地利人无法解除对曼图亚的围困。法军的新星拿破仑在意大利北部一路将奥地利军队追赶到哈布斯堡领地的边界。拿破仑于1797年4月17日在莱奥本停火，目的是与奥地利签署和平条约，即坎波福尔米奥条约，该条约于1797年10月17日生效。
该条约要求有关参战各方举行联合会议，以确定领土的划分和赔偿的细节。这些会议将在莱茵兰中部靠近法国边境的拉施塔特小镇召开。在会议中，法国和奥地利对彼此的动机皆表示怀疑，使得和平会议很快就陷入阴谋的泥潭中。法国人要求的领土比最初分割的要多，而奥地利人不愿再割让更多的领土。拉施塔特的奥地利代表明确表示奥地利不能，也不会，转让商定的领土，以补偿德国诸侯的损失。使会议的问题更加复杂的是，法国与第一同盟的大多数盟友之间的紧张局势持续加剧。那不勒斯的斐迪南拒绝向法国支付商定的贡品，他的臣民随后发动了叛乱。法国人入侵那不勒斯并建立了帕台诺斯共和国。在法兰西共和国提供军事支持的鼓励下，瑞士各州的共和起义导致瑞士联邦被推翻并建立了赫尔维蒂共和国。 
其他因素也导致紧张局势加剧。1798年，在前往埃及的途中，拿破仑在马耳他岛停留并强行将医院骑士团从他们的领地上驱逐。这激怒了骑士团的名誉领袖，俄罗斯沙皇保罗一世。此外，法国督政府确信奥地利人正在纵容发动针对法国的另一场战争。事实上，法兰西共和国的确看起来很弱，奥地利人、那不勒斯人、俄罗斯人和英国人私下都在认真地讨论发起另一场战争。 

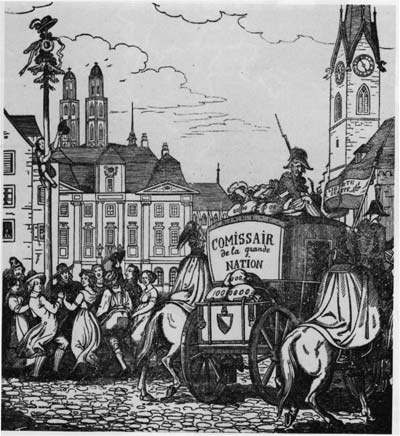
1798年5月8日。苏黎世人民围着象征自由和革命的树跳舞。作为哈布斯堡军队的一名军官，霍策在瑞士革命后失去了瑞士公民身份。

### 1799年战争爆发
1797年10月17日，随着坎波福米奥条约的签署，霍策离开了奥地利，回到了他在瑞士的家。在法国督政府的协助下，伯尔尼的瑞士联邦政府被推翻。也是他回到奥地利，继续担任指挥官。1799年战争再次爆发时，他的部队在瑞士、奥地利和列支敦士登之间的边境地区驻扎。奥地利大公查尔斯，哈布斯堡家族最优秀的指挥官之一，于1月下旬接管了奥地利军队。尽管查尔斯对他的兄弟神圣罗马帝国皇帝弗朗西斯二世提出的战略方针不太满意，但他默许了弗朗西斯和他的顾问奥利克委员会的不那么雄心勃勃的计划：奥地利将打一场防御性战争，并将构筑一条从多瑙河南岸穿过瑞士各州并进入意大利北部的防线。
随着1799年冬天的到来，3月1日，让-巴蒂斯特·儒尔当将军和他指挥的25,000人的多瑙河军队，在凯尔渡过了莱茵河。其任务是阻止奥地利人进入瑞士阿尔卑斯山口，儒尔当计划将德国的联军与意大利北部的部队分割，并阻止他们相互协助。于是3月初穿越莱茵河时，儒尔当就已经采取了行动，以免查理的军队得到俄罗斯军队的增援，后者同意派遣60,000名经验丰富的战士和著名的总司令亚历山大·苏沃洛夫前往前线援助奥军。此外，如果法国人在瑞士持有内陆通道，他们不仅可以阻止奥地利人在意大利北部和德国西南部之间转移军队，而且可以利用这些路线在两个战区之间移动自己的部队。
多瑙河军队在行军路上几乎没有遇到抵抗，部队分三个纵队穿过黑森林，途径霍伦塔尔（霍勒河谷）、奥伯基希和弗洛伊登施塔特；第四纵队沿着莱茵河北岸前进，最终占据了博登湖北岸的阵地。儒尔当越过多瑙河平原，占据了罗特维尔和图特林根之间的位置，最终向上施瓦本的普弗伦多夫自由市推进。与此同时，在安德烈·马塞纳(André Masséna) 指挥下的瑞士军队向格劳宾登 (Grisons) 挺进，意在切断奥地利在的交通和补给线。由路易斯·约瑟夫·谢勒(Louis Joseph Schérer)指挥的意大利第三军已经进入意大利北部，以对付斐迪南和顽固的那不勒斯人。 

### 第二次反法同盟
当霍策在瑞士准备与法军交战时，伯尔尼的瑞士革命政府撤销了他的瑞士公民身份。然而，对于反法同盟来说，他的瑞士血统使他成为维也纳和瑞士反革命者之间的理想使者。他与威廉·威克姆和一名在奥地利服役的英国人威廉姆斯上校合作，建立了博登湖（博登湖）舰队。作为少帅，他在福拉尔贝格州指挥着15,000名士兵，对抗由安德烈·马塞纳(André Masséna) 指挥的法国和瑞士联军。在加固菲尔德基希的防线后，他占领了位于圣鲁基斯腾的堡垒，这是一个连接瑞士联邦和列支敦士登的格劳宾登州的重要关口。在意识到法军主力已经越过莱茵河并正在向康斯坦茨湖以北移动是，霍策重组了在费尔德基希的防御工事，并将指挥权交给了能干的军官弗兰霍·耶拉契奇。霍策从15,000人的部队中抽调10,000人前往福拉尔贝格组织防御工事，并准备支援卡尔大公在奥斯特拉赫的战斗。尽管他的部队没有及时到达参加战斗，但他们带来的威胁影响了法国的计划。在他缺席的情况下，耶拉西奇的5,500名士兵独自面对由让-约瑟夫·德索勒 (Jean-Joseph Dessolles)和克洛德·勒古尔 (Claude Lecourbe)将军指挥的12,000名法军。耶拉西奇的部队给法国人造成了约3000人的伤亡，而他们自己的损失则只有900人。 

### 第一次苏黎世战役
1799年5月中旬，由于霍策和海因里希·冯·贝勒加德伯爵的军队将他们赶出了格劳宾斯，奥地利人从法国人手中夺取了瑞士的控制权。在将让-巴蒂斯特·茹尔丹的军队推回莱茵河后，查理大公约 110,000人的奥地利军队越过莱茵河，并准备在苏黎世附近的平原上与霍策和贝勒加德的军队会合。由马塞纳元帅指挥的法国赫尔维蒂亚军和多瑙河军试图阻止奥地利军队的合并。在温特图尔的初步行动中，奥地利人成功地将法军赶出了温特图尔，尽管他们自己也伤亡惨重。 
在奥军成功会合后，查尔斯大公在霍策的带领下，袭击了苏黎世的法军阵地。在1799年6月4日至7日的第一次苏黎世战役中，霍策指挥了查理大公军队的整个左翼，包括20个步兵营、支援炮兵和27个骑兵中队，共计19,000人。尽管在战斗中负伤，霍策仍然坚持留在战场上。这次战役中，他的部队不仅将法军击退，还袭击了撤退的法军，迫使他们渡过利马特河，并在河对岸建立防御阵地。 

### 第二次苏黎世战役

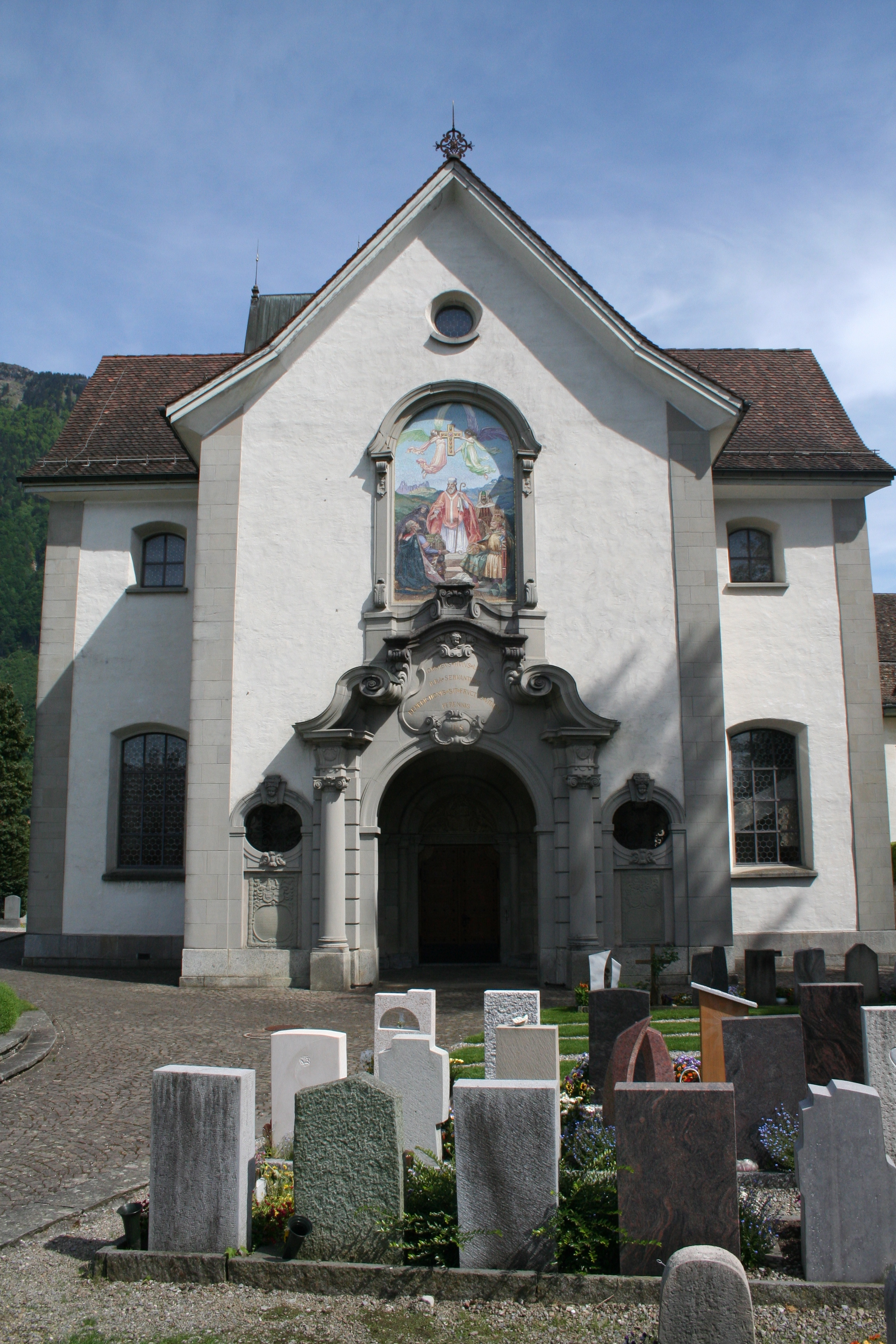
夏尼斯的乡村教堂，霍策最初被埋葬在这里

1799年8月，查理大公接到皇帝的命令，要求其带领的奥地利军队从莱茵河防线撤退。查尔斯认为这非常不合理，因为亚历山大·苏沃洛夫率领的俄军还没有到达瑞士中部，而且事实上亚历山大·科萨科夫的30,000人和霍策的20,000人的军队在没有支援的情况下完全无法守住整个防线。查理大公尽可能地拖延撤军的指令，但在8月下旬，他还是命令他的部队跨过莱茵河，返回菲利普斯堡。当苏沃洛夫听说这违反军事常识的命令时，他说道“猫头鹰[指皇帝]要么失了智，要么就是从来没有脑子。”该命令最终被撤销，但已经为时已晚。 
与科萨科夫不同，霍策具有出色的战略眼光，于是他在科萨科夫的左翼组织的圣加伦地区组建了有效防御，这一举动非常正确，因为苏沃洛夫的部队需要圣加仑作为通过施维茨的安全港。9月25日，霍策和他的参谋长冯·普罗克特上校，前往谢尼斯附近的林特河侦查，该地距离他出生的地方里希特斯维尔只有32公里。在浓重的晨雾中，他们遇到了躲在树篱后面的法国侦察兵。在被法军劝降后，霍策转过身去，拍打他的马并试图逃离，最终他和普罗克特上校都被法军枪杀。 最初，霍策的遗体被埋在沙尼斯的教堂。1851年，他的遗体被移至布雷根茨，并在那里建立了一座纪念碑。 

### 引文和注释
1. ↑  Established during Zwingli's 16th century school reform, the gymnasium provided classical instruction. It also was one of the components of the University of Zurich, founded in the mid-19th century. （德語） University of Zurich. Klassiches-Philologisches Seminar （页面存档备份，存于）. Ab 13 November 2009. Accessed 14 December 2009.
2. ↑  His older brother, the doctor Johannes Hotze (1734–1801), studied medicine at Tübingen and the University of Leipzig. Johannes Hotze was one of the first professional doctors to practice medicine in the Zürich countryside. He also treated the emotionally disturbed, and offered in-house medical care for women in labor. He married Anna Elisabetha Pfenninger. （德語） Christoph Mörgeli. Hotz (Hotze), Johannes （页面存档备份，存于）. Historisches Lexikon der Schweiz. 29 October 2007 edition. Accessed 18 October 2009.
3. ↑  （德語） Jens-Florian Ebert. Friedrich, Freiherr von Hotze （页面存档备份，存于）. Die Österreichischen Generäle 1792–1815. Napoleon-online (German Version). Accessed 15 October 2009; （德語） Katja Hürlimann. Johann Konrad (Friedrich von Hotze) 的存檔，存档日期2017-12-01.. Historisches Lexikon der Schweiz, 15 January 2008 edition, accessed 18 October 2009.
4. 1 2 3 4 5 6  （德語） Ebert. Freiherr von Hotze （页面存档备份，存于）.
5. ↑  Joseph Lins. "Saint Petersburg." （页面存档备份，存于） The Catholic Encyclopedia. Vol. 13. New York: Robert Appleton Company, 1912. Accessed 17 October 2009.
6. ↑  Timothy Blanning. The French Revolutionary Wars. New York: Oxford University Press, 1996, ISBN 0-340-56911-5, pp. 41–59.
7. ↑  Blanning, pp. 44–59.
8. ↑  （德語） Ebert. Freiherr von Hotze （页面存档备份，存于）; （德語） Hürlimann, Historisches Lexikon der Schweiz.
9. ↑  （德語） Ebert, Freiherr von Hotze （页面存档备份，存于）; （德語） Hürlimann, Hotze, in Historisches Lexikon der Schweiz.
10. ↑  Smith. "Neresheim." Data Book..
11. ↑  Rickard, John. Battle of Neresheim, 11 August 1796 （页面存档备份，存于）. History of War, Peter Antill, Tristan Dugdale-Pointon, and John Rickard, editors. Accessed 14 February 2009.
12. ↑  Blanning, pp. 41–59.
13. ↑  Blanning, pp. 230–232.
14. ↑  John Gallagher. Napoleon's enfant terrible: General Dominique Vandamme, Tulsa: University of Oklahoma Press, 2008, ISBN 978-0-8061-3875-6, p. 70.
15. ↑  （德語） Hürlimann, Hotze, in Historisches Lexikon der Schweiz.
16. ↑  Blanning, p. 232; Rothenberg, Gunther E. . Stroud, Gloucestershire: Spellmount. 2007: 74. ISBN 978-1-86227-383-2.; Ramsey Weston Phipps. The Armies of the First French Republic, volume 5: The armies of the Rhine in Switzerland, Holland, Italy, Egypt and the coup d'etat of Brumaire, 1797-1799, Oxford: Oxford University Press, 1939, pp. 49–50.
17. ↑  John Young, D.D. A History of the Commencement, Progress, and Termination of the Late War between Great Britain and France which continued from the first day of February 1793 to the first of October 1801, in two volumes. Edinburg: Turnbull, 1802, vol. 2, p. 220.
18. ↑  Rothenberg, pp. 70–74.
19. ↑  Rothenberg, pp. 49–50.
20. ↑  Blanning, p. 232.
21. ↑  David Hollins. Austrian Commanders of the Napoleonic Wars, 1792–1815. London: Osprey, 2004, pp. 18–19.
22. ↑  Ramsey Weston Phipps. The Armies of the First French Republic, volume 5: "The armies of the Rhine in Switzerland, Holland, Italy, Egypt and the coup d'etat of Brumaire, 1797–1799." Oxford: Oxford University Press, 1939, pp. 49–50.
23. ↑  The third action at Feldkirch, 23 March 1799. Digby Smith. The Napoleonic Wars Data Book. London: Greenhill, 1998. ISBN 1-85367-276-9 pp. 147–148.
24. ↑  Lawrence Shadwell. Mountain warfare illustrated by the campaign of 1799 in Switzerland : being a translation of the Swiss narrative, compiled from the works of the Archduke Charles, Jomini, and other...London: Henry S. King, 1875, p. 110; Blanning, p. 233.
25. ↑  （德語） Ebert, Freiherr von Hotze （页面存档备份，存于）; （德語） Hürlimann, Hotze, in Historisches Lexikon der Schweiz; and Blanning, pp. 233–34.
26. ↑  Blanning, p. 252.
27. ↑  Blanning, pp. 253–53.
28. ↑  Philip Longworth. The art of victory: the life and achievements of Generalissimo Suvarov. London: Constable, 1965 ISBN 978-0-09-451170-5. p. 270.
29. ↑  Blanning, p. 253.
30. ↑  Blanning, p. 254; Longworth, pp. 269–271.
31. ↑  Shadwell Mountain Warfare p.207
32. ↑  （德語） Ebert. Freiherr von Hotze （页面存档备份，存于）; （德語） Hürlimann, Hotze, in Historisches Lexikon der Schweiz.